# Kabatepe

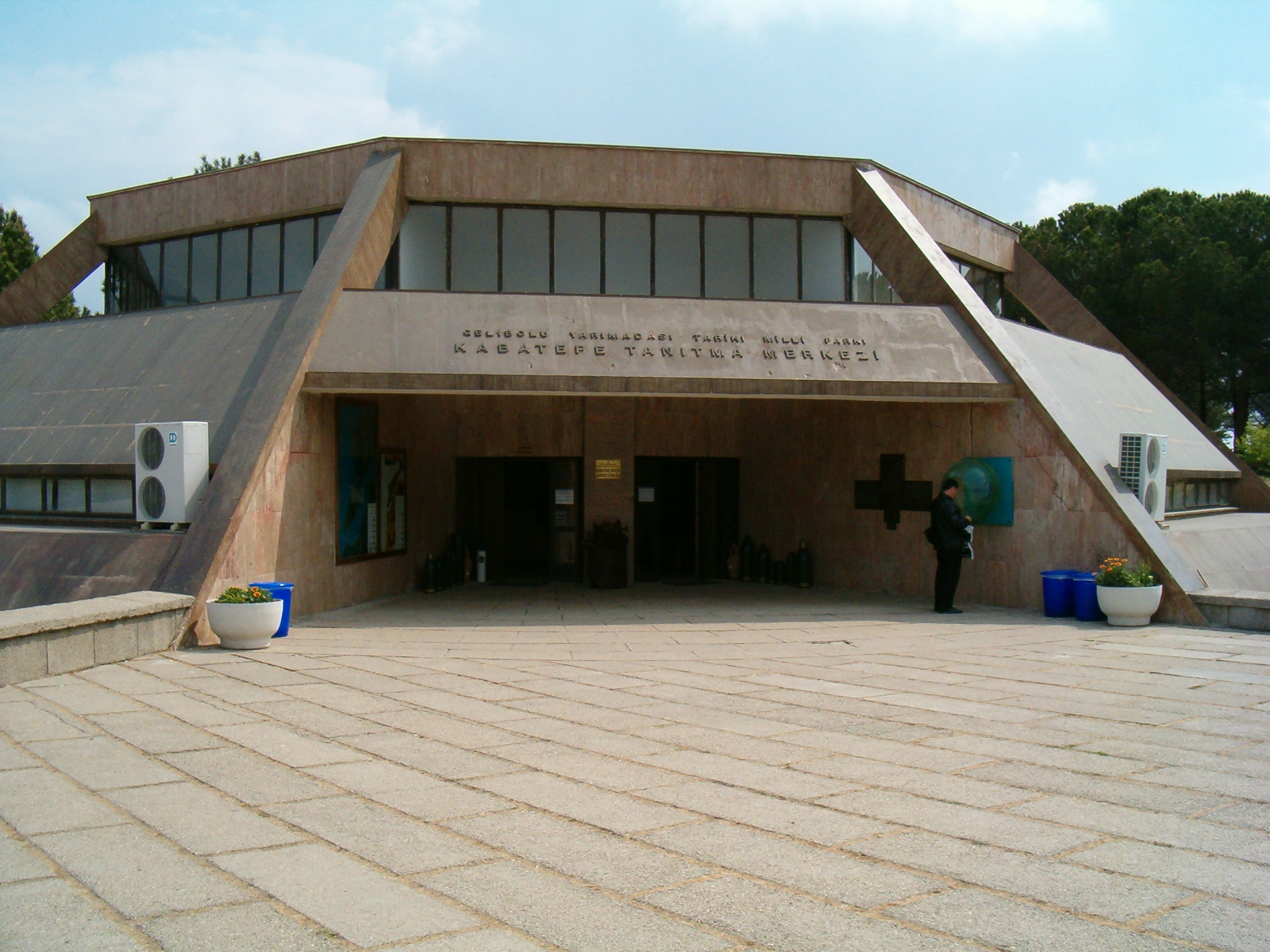
Museu de Kabatepe, 2006

Kabatepe, ou Gaba Tepe, é um promontório com vista para o norte do Mar Egeu, no local que hoje é o Parque Histórico Nacional da Península de Galípoli, na península de Galípoli, no noroeste da Turquia.
Durante a Primeira Guerra Mundial, o promontório foi o local de uma bateria de artilharia otomana, conhecida como "Beachy Bill", que atacou constantemente as tropas combinadas da Austrália e da Nova Zelândia (ANZAC) ao redor da Enseada ANZAC, ao norte, durante a Campanha de Galípoli.

## Museu Kabatepe
O Museu Kabatepe (em turco Kabatepe Müzesi ) está localizado dentro do Parque Histórico Nacional da Península de Galípoli. Homenageia a Campanha de Galípoli, hoje considerada um momento decisivo na história moderna não só da Turquia, mas também da Austrália e da Nova Zelândia.
O museu abriga inúmeras relíquias da campanha, incluindo armas, munições, uniformes, fotografias, cartas escritas pelos soldados às suas famílias e pertences privados, como ferramentas de barbear, caixas de cacau, frascos de couro e até mesmo restos mortais, como o crânio de um soldado turco morto por uma bala na testa e um sapato de soldado ainda contendo um osso do pé do proprietário.